# Sceaux-du-Gâtinais
Sceaux-du-Gâtinais ist eine französische Gemeinde mit 613 Einwohnern (Stand: 1. Januar 2022) im Département Loiret in der Region Centre-Val de Loire. Sceaux-du-Gâtinais gehört zum Arrondissement Montargis und zum Kanton Courtenay. Die Einwohner werden Scéléens genannt.

## Geographie
Sceaux-du-Gâtinais liegt etwa 90 Kilometer in südlich von Paris in der Landschaft Gâtinais am Flüsschen Fusain. Umgeben wird Sceaux-du-Gâtinais von den Nachbargemeinden Mondreville im Norden, Château-Landon im Osten und Nordosten, Courtempierre im Osten und Südosten, Corbeilles im Süden und Südosten, Fontenay-sur-Loing im Süden, Bordeaux-en-Gâtinais im Westen und Südwesten, Auxy im Westen sowie Beaumont-du-Gâtinais und Gironville im Nordwesten.

## Bevölkerungsentwicklung
| Jahr                       | 1962 | 1968 | 1975 | 1982 | 1990 | 1999 | 2006 | 2018 |
| Einwohner                  | 687  | 609  | 505  | 471  | 447  | 488  | 577  | 633  |
| Quellen: Cassini und INSEE |      |      |      |      |      |      |      |      |

## Sehenswürdigkeiten
- Kirche Saint-Saturnin, Monument historique seit 1992
- Reste der römischen Siedlung Aquis Segeste, Monument historique seit 1986

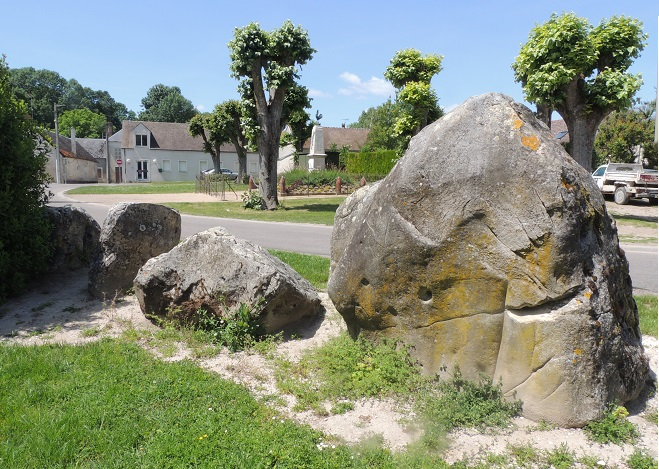
Steinreihe Courtempierre nahe der Kirche
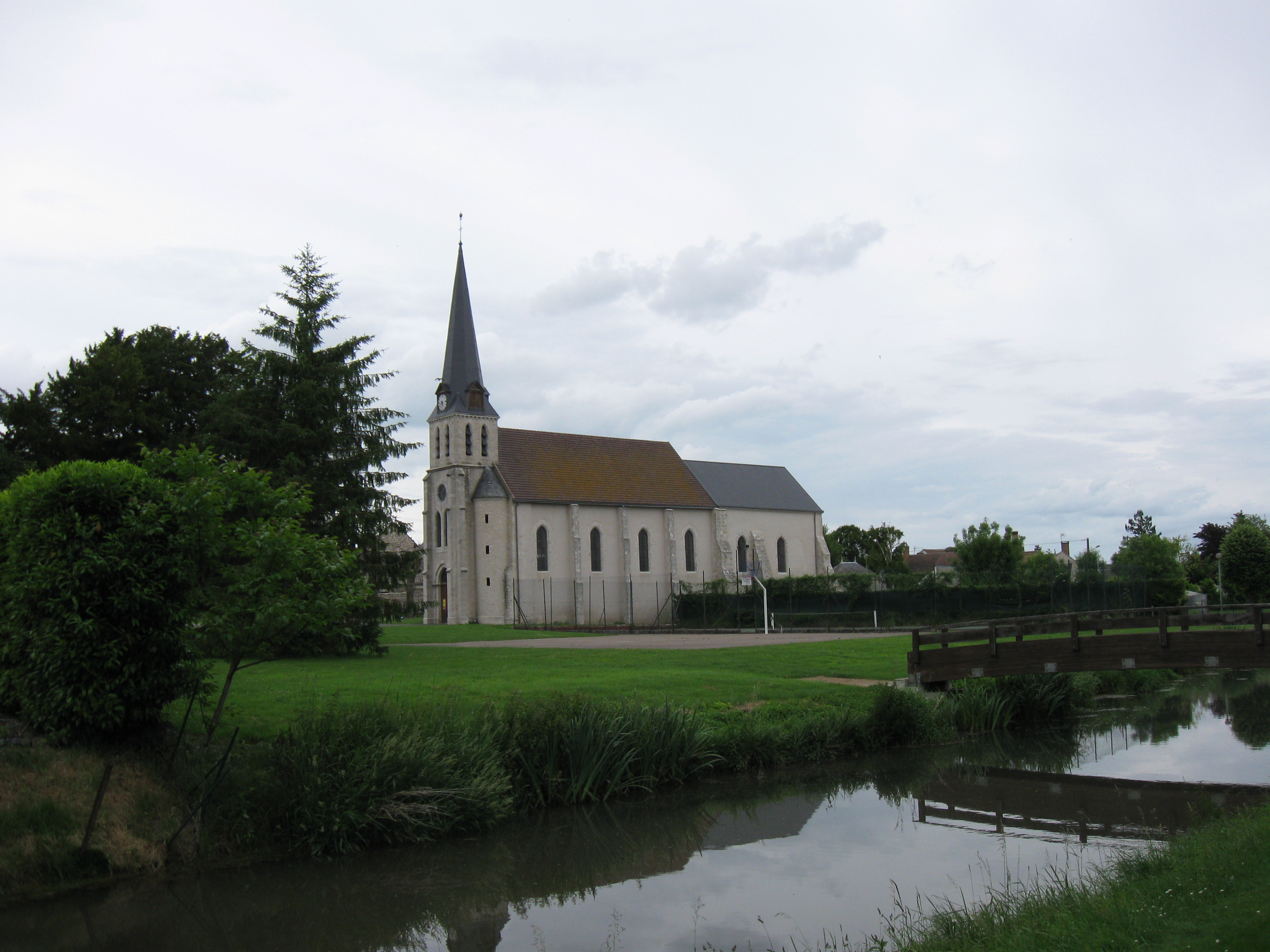
Kirche Saint-Saturnin
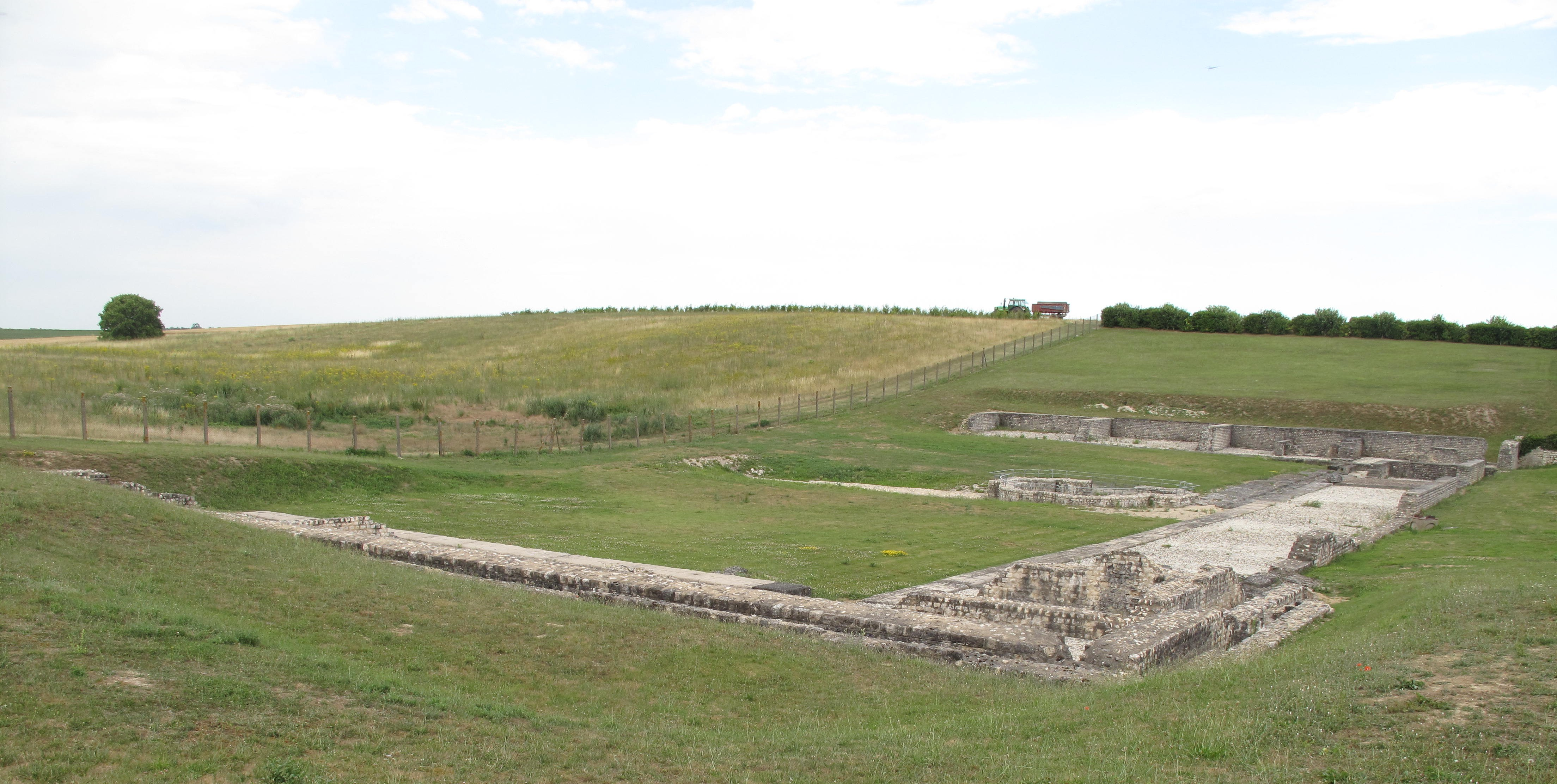
Aquis Segeste: Gallorömischer Kultplatz

## Gemeindepartnerschaft
Mit der britischen Gemeinde Queniborough in Leicestershire (England) besteht eine Partnerschaft.

## Persönlichkeiten
- Charles-Wilfrid de Bériot (um 1833–1914), Pianist und Komponist